# Théophile Carlier
Théophile Carlier, ook genaamd Carlier-Dautrebande, (Dailly, 5 maart 1807 - Brussel, 4 april 1863) was een Belgisch arts en volksvertegenwoordiger.

## Biografie
Théophile Carlier was een zoon van schrijnwerker Jacques Carlier en Marie-Cathérine Minet. Hij trouwde in 1837 in Hoei met Adelaïde Dautrebande (1818-1893) en werd hierdoor de schoonzoon van industrieel, burgemeester van Hoei en volksvertegenwoordiger François Dautrebande. Harpist en componist Jules-Joseph Godefroid was zijn schoonbroer.
Hij werd doctor in de geneeskunde na studies aan de Université libre de Bruxelles (1822). Hij vestigde zich in Hoei en was er onder meer militair arts voor het regiment van de gidsen en het eskadron van de Rijkswacht.
In 1859 werd hij verkozen tot provincieraadslid van Luik. In 1862 volgde hij, als eerste opvolger op de lijst, zijn schoonvader op als liberaal volksvertegenwoordiger voor het arrondissement Hoei, maar het jaar daarop overleed hij.
Carlier was lid van een vrijmetselaarsloge in Hoei.